# Sophia Myles
Sophia Jane Myles (London, 1980. március 18.) angol BAFTA-díj-as színésznő.

## Élete
Édesapja anglikán plébános, édesanyja tankönyv-készítő. Nothing Hillben nőtt fel, ahol édesapja a St. George the Martyr templomban szolgált. Eleinte filozófiát akart tanulni a Cambridge egyetemen, de végül a színészet mellett döntött miután egy iskolai darabban eljátszott egy szerepet, amit Julian Fellowes Oscar-díjas forgatókönyvíró írt.

## Pályafutása
1996 óta feltűnt több amerikai illetve brit filmben is. Többek között A pokolból (2001) Johnny Depp oldalán, Underworld (2003), Trisztán és Izolda (2006) James Franco-val, Underworld: Evolúció (2006) A kívülálló (2007).

## Magánélete
Kapcsolatban élt Charles Dance angol színésszel, aki 34 evvel volt idősebb nála és egy forgatáson ismerkedtek meg. 2005 és 2007 között többször találkozott a skót színész, David Tennant-al akivel a Doctor Who-t illetve a Foyle's War-t forgatta.

## Filmjei
| Év   | Cím                                   | Eredeti cím                  | Szerep          |
| ---- | ------------------------------------- | ---------------------------- | --------------- |
| 2008 | A kívülálló                           | Outlander                    | Freya           |
| 2007 | Hallam Foe                            | Hallam Foe                   | Kate Breck      |
| 2007 | Holdfény                              | Moonlight                    | Beth Turner     |
| 2006 | Agatha Christie: Szunnyadó gyilkosság | Marple: Sleeping Murder      | Gwenda Halliday |
| 2006 | Életveszély (A Hádész-faktor)         | Covert One: The Hades Factor | Sophie Amsden   |
| 2006 | Ízlésficam                            | Art School Confidential      | Audrey          |
| 2006 | Trisztán és Izolda                    | Tristan & Isolde             | Izolda          |
| 2006 | Underworld: Evolúció                  | Underworld: Evolution        | Erika           |
| 2006 |                                       | Dracula                      | Lucy Westenra   |
| 2005 | Szökés Colditz-ból                    | Colditz                      | Lizzie Carter   |
| 2004 | Viharmadarak                          | Thunderbirds                 | Lady Penelope   |
| 2004 |                                       | Out of Bounds                | Louise Thompson |
| 2003 | Underworld                            | Underworld                   | Erika           |
| 2002 | Rabold a nőt!                         | The Abduction Club           | Anne Kennedy    |
| 1996 | Koldus és királyfi                    | The Prince and the Pauper    | Lady Jane Grey  |

## Díjak, jelölések
BAFTA-díj (2007)
- díj: legjobb női alakítás - Hallam Foe

## Fordítás
- Ez a szócikk részben vagy egészben  a   Sophia Myles című angol Wikipédia-szócikk fordításán alapul.  Az eredeti cikk szerkesztőit annak laptörténete sorolja fel. Ez a jelzés csupán a megfogalmazás eredetét és a szerzői jogokat jelzi, nem szolgál a cikkben szereplő információk forrásmegjelöléseként.

## Külső hivatkozások
- Hivatalos oldal
- Sophia Myles a PORT.hu-n (magyarul)
- Sophia Myles az Internetes Szinkronadatbázisban (magyarul)
- Sophia Myles az Internet Movie Database-ben (angolul)
- Sophia Myles a Rotten Tomatoeson (angolul)